# Thomas Lawrence (festő)
Sir Thomas Lawrence (Bristol, 1769. április 13. – London, 1830. január 7.) angol festő. A leghíresebb angol arcképfestő a 19. század első negyedében, a 18. századbeli nagy angol arcképfestők utódja. Korának legünnepeltebb divatfestője. Szellemes megfigyelő, finom kolorista. Uralkodókat, kora előkelő és jelentékeny embereit festette.

## Életpályája
Eleinte színész volt, de csakhamar a festészetre adta magát, William Hoare-nak volt tanítványa Bath-ben, később pedig a londoni akadémián tanult. 1792-ben Joshua Reynolds halála után udvari festő, 1794-ben az akadémia tagja lett. 1814-ben Párizsban járt, 1815-ben a lovagi címet kapta meg, 1820-ban pedig az akadémia elnökének választották meg. Már korán, pályájának úgyszólván legelején a legmagasabb körök kedvelt arcképfestője lett. 1788-ban megfestette a yorki herceg, 1790-ben a királyné és Amália hercegnő képmását, 1818-ban az angol herceg-régens megbízásából lefestette az aacheni kongresszus, a bécsi és az olasz udvarokon az uralkodó családok és a főnemesség tagjait, Párizsban X. Károly királyt és a trónörököst.